# Diaporthe phaseolorum
Diaporthe phaseolorum är en svampart. Diaporthe phaseolorum ingår i släktet Diaporthe och familjen Diaporthaceae.

## Underarter
Arten delas in i följande underarter:
- sojae
- caulivora
- meridionalis
- phaseolorum